# Futbolen Klub Vereja
Il Futbolen Klub Vereja (in bulgaro Футболен Клуб Верея?), chiamato comunemente Vereja, è una società calcistica bulgara con sede nella città di Stara Zagora. Milita nel girone A dell'Oblastni grupi, la quarta divisione del campionato bulgaro di calcio.
Ha disputato tre stagioni nella Părva liga, la massima serie del campionato bulgaro. Ha vinto 4 campionati regionali di Stara Zagora e una Coppa di Bulgaria dilettanti.

## Storia

### Esordi
Il Futbolen Klub Vereja fu fondato il 15 luglio 2001 da Hristiyan Parvanov, Galin Mihajlov, Slavčo Tanev, Tonko Totev e Dimo Hristov. Fino alla stagione 2005-2006 militò nelle divisioni regionali, prima di ottenere la promozione in V AFG, la terza serie bulgara, con il nome di FK Vereja-Arsenal dopo la fusione con l'Arsenal Kazanlak, ma dopo la stagione 2006-2007 cambiò nome in Arsenal Kazanlak e la squadra riserve, il Vereja Bulsatkom, si insediò nuovamente a Stara Zagora e cambiò nome in FK Vereja. La squadra vinse il campionato di terza divisione tre volte nei successivi cinque anni, mancando due volte la promozione e ottenendola al termine della stagione 2011-2012.

### Trace Group (dal 2012)
Nel 2012 la società fu rilevata da Trace Group, gruppo industriale attivo nel settore delle costruzioni, allo scopo di lanciare il club tramite la costruzione di un nuovo stadio, la Trace Arena. Il 21 maggio 2014 la squadra vinse la Coppa di Bulgaria Dilettanti battendo il Minyor Pernik per 2-0 in finale. Nella stessa stagione la squadra concluse il campionato di V AFG, la terza serie bulgara, al terzo posto, guadagnando così la promozione nel Gruppo B, la seconda serie bulgara.
Nel maggio 2016 la squadra presentò richiesta di iscrizione alla Părva liga, la massima divisione del campionato bulgaro, ristrutturata e allargata da quell'annata a 14 squadre. La richiesta fu approvata il 7 giugno seguente. All'esordio in massima divisione, nel 2016-2017 la compagine di Stara Zagora ottenne il settimo posto, potendo così disputare la fase di play-off per la qualificazione all'Europa League. Dopo aver battuto il Pirin Blagoevgrad ai quarti di finale, saltò la semifinale dei play-off e passò direttamente alla finale, avendo il Botev Plovdiv già ottenuto la qualificazione europea vincendo la Coppa di Bulgaria. Il Vereja disputò dunque la finale dei play-off per l'Europa League, che perse per 9-8 ai tiri di rigore allo Stadio Georgi Asparuhov di Sofia contro il Levski Sofia (1-1 dopo 120 minuti). Nella stessa stagione raggiunse la semifinale in Coppa di Bulgaria. Si è poi piazzata sesta l'anno dopo, mentre l'annata 2018-2019 si è rivelata molto negativa e ha avuto un epilogo giudiziario, dato che la squadra è stata radiata dal campionato per combine. Tutte le partite giocate dal Vereja in campionato sono state dichiarate concluse con la sconfitta per 3-0 a tavolino del club, quindi anche il play-out contro il Septemvri.
A causa di insolvenze, il Vereja non ha poi ottenuto la licenza per iscriversi alla Vtora liga ed è stata declassata dapprima in Treta liga e poi, dopo una nuova radiazione da quest'ultima categoria, in Oblastni grupi.

## Palmarès

### Competizioni nazionali
- Campionato regionale di Stara Zagora: 4

2005-2006, 2008-2009, 2010-2011, 2011-2012
- Coppa di Bulgaria dilettanti: 1

2013-2014

### Altri piazzamenti
- Coppa di Bulgaria:

Semifinalista: 2016-2017

## Organico

### Rosa 2018-2019
Aggiornata al 30 marzo 2019.
| N. |                       | Ruolo | Calciatore           |
| -- | --------------------- | ----- | -------------------- |
| 3  | Grecia (bandiera)     | D     | Theofilos Kouroupis  |
| 4  | Bulgaria (bandiera)   | C     | Denis Ivanov         |
| 5  | Kazakistan (bandiera) | C     | Midat Galbayev       |
| 6  | Bulgaria (bandiera)   | D     | Ivo Ivanov           |
| 7  | Bulgaria (bandiera)   | C     | Stanislav Malamov    |
| 8  | Serbia (bandiera)     | C     | Branislav Vasiljević |
| 9  | Croazia (bandiera)    | A     | Hrvoje Rizvanović    |
| 10 | Bulgaria (bandiera)   | C     | Velin Zhelyazkov     |
| 11 | Bulgaria (bandiera)   | C     | Denislav Stančev     |
| 12 | Bulgaria (bandiera)   | P     | Kristiyan Katsarev   |

| N. |                     | Ruolo | Calciatore         |
| -- | ------------------- | ----- | ------------------ |
| 14 | Bulgaria (bandiera) | C     | Petar Yankov       |
| 16 | Bulgaria (bandiera) | C     | Steliyan Kolev     |
| 18 | Bulgaria (bandiera) | D     | Velizar Ganev      |
| 19 | Bulgaria (bandiera) | C     | Bozhidar Hristov   |
| 22 | Bulgaria (bandiera) | P     | Tsvetomir Neykov   |
| 24 | Bulgaria (bandiera) | C     | Bozhidar Hristov   |
| 26 | Bulgaria (bandiera) | D     | Veselin Veskov     |
| 32 | Bulgaria (bandiera) | C     | Bedri Ryustemov    |
| 33 | Bulgaria (bandiera) | D     | Gabriel Zhelyazkov |
| 77 | Bulgaria (bandiera) | D     | Plamen Stoyanov    |

## Allenatori
| Periodo   | Nome                              | Vittorie                                                 |
| --------- | --------------------------------- | -------------------------------------------------------- |
| 2001-2011 | non conosciuto                    |                                                          |
| 2011-2013 | Kolyo Hristov                     |                                                          |
| 2013-2014 | Petar Kostadinov                  | 1 Coppa di Bulgaria Dilettanti 1 promozione nel Gruppo B |
| 2014      | Krasimir Manolov                  | 1 Coppa di Bulgaria Dilettanti 1 promozione nel Gruppo B |
| 2014      | Gospodin Mirchev                  |                                                          |
| 2014-2015 | Radostin Kishishev                |                                                          |
| 2015-2016 | Zhivko Zhelev Vladislav Yanush    |                                                          |
| 2016-2017 | Aleksandar Tomash                 |                                                          |
| 2017      | Ilian Iliev                       |                                                          |
| 2018      | Blagomir Mitrev                   |                                                          |
| 2018      | Elias Alves da Silva (ad interim) |                                                          |
| 2018      | Ivan Kolev e Lyudmil Kirov        |                                                          |
| 2018      | Nebojša Miličić                   |                                                          |
| 2018      | Elias Alves da Silva (ad interim) |                                                          |
| 2018      | Lyudmil Kirov                     |                                                          |
| 2018–2019 | Nebojša Miličić                   |                                                          |
| 2019      | Oleksandr Sevidov                 |                                                          |
| 2019-     | Ivan Vutov                        |                                                          |